# 마스나리 코지
마스나라 코지(일본어: 沢口靖子, 1965년 1월 1일 ~ )는 일본의 애니메이션 감독이다.

## 참가 작품

### 영화
- 《우주쇼에 어서오세요》 (2010)

### 방송
- 《마이코 2010》 (1998)
- 《사랑의 마법극장 악마와 천사》 (1999~2000)
- 《코코로 도서관》 (2001)
- 《R.O.D》 (2003~2004)
- 《카미츄!》 (2005)
- 《마기 1기》 (2012~2013)
- 《마기 2기》 (2013~2014)